# Rødstrubet lom
Den rødstrubede lom (Gavia stellata) er en fugl i lomslægten. Den har en længde på 55-67 cm og er dermed den mindste lom. Den har et vingefang på 91-110 cm lang. Den kan leve i op til 20 år. Fuglen lever i det nordlige Eurasien og i det arktiske Canada og har den største udbredelse af alle lommer. Den er en almindelig trækfugl i Danmark om vinteren. 
Rødstrubet lom overvintrer i Skandinavien, Finland og Rusland hvor den yngler i søer, i Sverige mod syd til småland. Ret almindelig træk og vintergæst. Forekommer langs med kysterne og ude til havs, hvor lommerne mest ses flyvende enkeltvis eller få sammen, flest langs den jyske vestkyst. Den søger typisk føde langt fra sin yngleplads. Er som andre lommer  stærkt specialiseret til svømning og dykning med fødderne helt tilbage på kroppen, hvilket medføre, at fuglen bevæger sig meget klodset på land. Kan værre op til to minutter under vandet,  mens den jager småfisk, krebsdyr, muslinger og andre smådyr. Arten er meget følsom over for forstyrrelser.

## Udseende
Rødstrubet lom har samme størrelse som en edderfugl og kendes ved, at den svømmer med næbbet pegende opad og flyver med en karakteristisk langstrakt profil, med hurtige vingeslag. – Yngledragten er ensfarvet gråbrun og med et dybrødt parti på halsen. I vinterdragten er der kontrast mellem grå overside og hvid underside. Arten kan i øvrigt kendes på sine ravneagtige lyde, og flyvende, på en gåseagtig gakken. Den har en strakt og flad krop, smalle vinger og en yderst kort hale. Den minder i bygning og levevis om en stor Lappedykker men er betydeligt større og har tykkere hals.